# محمد عرفان عبد الغني
محمد عرفان عبدال غني (17 يونيو 1989 في ماليزيا - ) هو لاعب كرة قدم ماليزي في مركز الدفاع. لعب مع نادي جوهر دار التعظيم ونادي جوهر درول تقسيم 2 وHarimau Muda ‏ وفيلدا يونايتد وTerengganu F.C. II ‏ وهاريماو مودا ب.

## وصلات خارجية
- محمد عرفان عبد الغني على موقع قاعدة بيانات كرة القدم.إي يو (الإنجليزية)
- محمد عرفان عبد الغني على موقع Soccerway.com (الإنجليزية)